# Enrique de Francisco
Enrique de Francisco Jiménez (Getafe, 1878 - Ciudad de México, 1957) fue un político socialista español.

## Biografía
Nacido y criado en el extrarradio madrileño, en su adolescencia se trasladó a la localidad guipuzcoana de Tolosa. Pasó su adolescencia en esta localidad vasca, de cuyo ayuntamiento fue elegido concejal en 1910 por el PSOE. Trabajó en la empresa Irastorza Hermanos hasta su cierre en 1912, y después fue presidente del Sindicato del Papel de la UGT de Guipúzcoa. Fue candidato socialista por Guipúzcoa a las elecciones a Cortes Españolas de 1919 y 1920.

### Diputado durante la Segunda República
Tras la dictadura de Primo de Rivera fue elegido diputado por el PSOE por Guipúzcoa dentro de las listas de la Conjunción Republicano-Socialista en las elecciones a Cortes Constituyentes de 1931. Así se convirtió en el primer diputado socialista de la historia en la Provincia de Guipúzcoa. En las Cortes fue jefe de la minoría socialista en el Parlamento durante la Legislatura Constituyente de 1931-33.
En las Elecciones generales de 1933 fue derrotado y no pudo renovar su acta como diputado. Perteneciente a la facción caballerista del PSOE, fue elegido miembro del Comité Ejecutivo del PSOE en el XIII Congreso, que tuvo lugar en octubre de 1932. Bajo la presidencia de Largo Caballero, De Francisco ocupó el puesto de secretario-tesorero.
Volvió a Guipúzcoa donde trabajó como gerente de la cooperativa socialista Alfa de Éibar. Posteriormente fue director del Consejo de Minas de Almadén. En 1934 formó parte del Comité Revolucionario que dirigió el intento insurreccional conocido como Revolución de octubre de 1934, por lo que fue encarcelado. Tras su liberación, continuó incurso en varios procedimientos judiciales. El 22 de agosto de 1935 la prensa informaba del sumario instruido en la Sala segunda del Tribunal Supremo por el delito de rebelión; en el mismo figuraban otros líderes del socialismo y del PCE: Santiago Carrillo, Francisco Pedré, José Díaz, Carlos Hernández Zancajo, León M. Martín.
En noviembre de 1935, De Francisco, ferviente caballerista, dimitió de sus cargos en el PSOE, junto con el resto de integrantes de dicha facción, incluido el propio Largo Caballero, debido a las crecientes tensiones entre Largo Caballero e Indalecio Prieto respecto al establecimiento de un pacto con los partidos republicanos para las elecciones de 1936. Las dimisiones no fueron aceptadas hasta mayo de 1936. En el intervalo, De Francisco fue propuesto por la Agrupación Socialista Madrileña, bastión de Largo Caballero en el partido, como candidato del PSOE en las listas del Frente Popular por la circunscripción de la ciudad de Madrid para las elecciones generales de febrero de 1936, resultando elegido. Al constituirse el grupo parlamentario, de mayoría caballerista, De Francisco fue elegido vicepresidente, con Largo Caballero como presidente.

### Guerra Civil
Durante la guerra civil española, De Francisco fue secretario de la Agrupación Socialista Madrileña. Las querellas entre las facciones caballerista y centrista del PSOE siguieron durante la contienda y, el 29 de septiembre de 1937, el grupo parlamentario socialista se reunió y destituyó a la dirección del grupo, a la que pertenecía De Francisco, que fue sustituida por una afín a la dirección del partido, en manos de los centristas (de los 99 diputados que constituían el grupo al iniciar la guerra, unos treinta habían sido asesinados, permanecían desaparecidos o se habían pasado al PCE, con lo que la mayoría caballerista en el grupo parlamentario había desaparecido).
Al final de la Guerra, De Francisco, como la mayor parte de los miembros de la ASM, virulentamente anticomunistas, apoyó el golpe del coronel Casado, aunque De Francisco no formó parte del Consejo Nacional de Defensa.

### Exilio
Tras la definitiva derrota de los republicanos en la guerra civil española, de Francisco partió al exilio.
En el primer congreso que realizaron el PSOE y la UGT en el exilio, en Toulouse en septiembre de 1944, De Francisco fue elegido presidente de la Comisión Ejecutiva del partido y vicepresidente del sindicato. En 1947 dimitió como vicepresidente del sindicato y en 1948 Indalecio Prieto se hizo cargo del liderazgo del partido. La salida de De Francisco de los órganos de gobierno del socialismo español fue paralela a la llegada de Indalecio Prieto
También fue ministro de Economía en el gobierno republicano en el exilio presidido por José Giral (abril de 1946 - enero de 1947).
Finalmente De Francisco acabaría asentándose en México, donde murió en 1957.